# Don Pendleton
Don Pendleton (n. 12 decembrie, 1927 – d. 23 octombrie, 1995) a fost un scriitor de thriller.